# Федерация поляков Великобритании
Федерация поляков Великобритании (англ. Federation of Poles in Great Britain, пол. Zjednoczenie Polskie w Wielkiej Brytanii) — добровольная зонтичная организация, созданная для продвижения интересов поляков в Соединённом Королевстве и популяризации истории и культуры Польши среди британцев. Устав Федерации как благотворительной организации содержит подробную информацию о её целях и обязанностях.

## История
Федерация поляков в Великобритании (FPGB) была образована в 1946 году, когда британское правительство официально отозвало признание польского правительства в изгнании, в результате чего многие поляки в Великобритании фактически стали апатридами. Однако им было предоставлено специальное разрешение остаться в соответствии с положениями Закона о польском переселении 1947 года. С этого времени и до 1990 года Федерация представляла интересы польских поселенцев по отношению к властям Соединённого Королевства.
После появления в 1990 году Польши как государства, больше не входящего в состав советского блока, её президентские знаки отличия, хранившиеся до этого в Лондоне, были торжественно переданы Рышардом Качоровским (президентом Польши в изгнании) президенту Леху Валенсе в Варшаве. На этом этапе определённые обязанности по-прежнему были возложены на Федерацию. Федерация была признана правительствами Польши и Великобритании, а также другими польскими организациями по всему миру как организация, представляющая польское меньшинство в Великобритании.

## Деятельность в пределах своей компетенции
В 2008 году представитель Федерации Виктор Мощинский подал жалобу в Комиссию по жалобам на прессу по поводу утверждений о том, что Daily Mail опубликовала серию статей, дискредитирующих поляков. Комиссия договорилась о компромиссе между Федерацией и Daily Mail, согласно которому Daily Mail пообещала удалить оскорбительные статьи со своего веб-сайта.

## Членство
Первоначально Федерация была создана для объединения различных польских организаций по всей Великобритании. Впоследствии изменение в уставе ввело индивидуальное членство. Это открыло членство для поляков, постоянно проживающих в Великобритании, членов их семей, людей польского происхождения и всех, кто поддерживает цели Федерации.